# Albert Freeman Africanus King
Albert Freeman Africanus King (18 de enero de 1841 – 13 de diciembre de 1914) fue un médico anglo-estadounidense quién presenció el asesinato de Abraham Lincoln el 14 de abril de 1865. Era un médico transeúnte que fue puesto en servicio durante el asesinato. Fue uno de los médicos quién sirvió tanto el Ejército Confederado de EE. UU. y del Ejército de Estados Unidos durante su Guerra Civil. Además, King fue uno de los primeros de sugerir la conexión entre mosquitos y malaria.

## Biografía
Nació en 1841, en Ambrosden, un pueblo cercano a Bicester en el Distrito Cherwell del norte-oriental de Oxfordshire en Inglaterra. Era el más joven de tres niños de Edward King y Louisa Freeman. Su hermana Stella Louisa Elizabeth King (1838) y hermano Claudius Edward Richard King (1839). Su padre era un médico interesado en la colonización de África. El lo nombró Africanus "debido a la admiración de su padre" por aquel continente. Asistió al Maley School y el Bicester Diocesan School.
Su familia dejó Liverpool el jueves 26 de agosto de 1854 emigrando a EE. UU. Llegaron a Jersey City, New Jersey, el 7 de septiembre de 1854 y hay registros de que estuvieron en Alexandria, Virginia. En 1855, van a Bushy Bridges, Condado Prince William.

## Educación y carrera temprana
King ganó un doctorado por la Facultad Médica Nacional de la Universidad de Columbia (hoy George Washington Escuela Médica Universitaria) en 1861 a los veinte años. En noviembre devino cirujano ayudante suplente del 15º de Infantería J. W. L. Daniel, Ejército Confederado, y la Universidad de Pensilvania. En 1864 es nombrado cirujano ayudante suplente en el Ejército de EE. UU., y trabajó en el Lincoln Hospital, Washington D. C.. En 1865,  deviene conferenciante de toxicología en la Facultad Médica Nacional de la Universidad de Columbia y también obtuvo su segundo MD por la Universidad de Pensilvania.

### Asesinato de Lincoln
Durante la guerra de Secesión, King fue a Washington D. C.. El 14 de abril de 1865 en la audiencia en el Teatro Ford cuando al Pte. Abraham Lincoln le dispara por John Wilkes Booth. Ayudó a llevar al Presidente herido de muerte, a una casa a través de la calle. Algunos sugieren que King fue el primer médico en tratar a Lincoln pero otras fuentes describe a otro presente, el Dr. Charles Augustus Leale; y, el Dr. Charles Sabin Taft, sugiere que King fue segundo o tercero.

### Teoría del mosquito-malaria
En 1882, King propuso un método para erradicar la malaria de Washington D. C.. Su método era ceñir la ciudad con una red fina de alambre tan alto como el Monumento de Washington. Muchas personas tomaron esto como broma, en parte porque su enlace entre malaria y mosquitos tuvo, en aquel tiempo, varios científicos que hipotetizaron eso. No fue sino hasta 1898 que Ronald Ross probó que el mosquito era vector de la malaria ( ganando el premio Nobel por el descubrimiento cuatro años más tarde).  Aun así era poco práctico, pero King estaba en la pista correcta para el control de malaria, bien adelantado del resto de la profesión médica.

## Honores
King fue elegido Pte de la Sociedad Médica de Washington D. C. en 1883, y otra vez en 1903. En 1883 la Universidad de Vermont le otorgó el grado honorario de master. De 1885 a 1887 fue Pte del Washington Obstetrical y Gynecological Society. Recibe LLD grado de Universitario de Vermont en 1894. Fue miembro de la Gynecological British Society, de la American Gynecological Society, y Asociación americana para el Adelanto de Ciencia. Fue médico consultor en el Hospital de Niños en Washington D. C.. Elegido miembro de la Academia de Washington de Ciencias, y Miembro asociado del Victoria Institute, o Sociedad Filosófica de Gran Bretaña.